# گونار اوبی
گونار اوبی (دانمارکی: Gunnar Aaby; ۹ ژوئیهٔ ۱۸۹۵ – ۲۲ اوت ۱۹۶۶) بازیکن فوتبال اهل دانمارک بود.